# Västermark
Västermark är ett naturreservat i Umeå kommun i Västerbottens län.
Området är naturskyddat sedan 1998 och är 282 hektar stort. Reservatet omfattar myrar och kärr mellan skogsholmar och tall- och granskogar.